# Burg Braunsdorf
Die Burg Braunsdorf ist eine abgegangene Wasserburg in Braunsdorf und befand sich im Teich des ehemaligen Gutes im Landkreis Greiz in Thüringen. Der Teich befindet sich am Ostende des Dorfes.

## Geschichte
Die Wasserburg des ländlichen Adels wurde vermutlich im 16. Jahrhundert erbaut. Reste der Anlage sind als Insel und auf ihr im ehemaligen Gutsteich erhalten geblieben. Gebaut haben diese Burg wahrscheinlich die Herren von Niederpöllnitz. Später wechselten die Besitzer mehrfach. Zuletzt gehörte das Anwesen mit etwa 300 Hektar Land der Familie Seydewitz. Diese wurde 1945 enteignet. Ihr Gut und das Herrenhaus auf der Insel wurde bis auf den Eckturm abgerissen. Zwei Türme wurden bereits im 19. Jahrhundert demontiert. Zwischen den anderen beiden Türmen stand der dreigeschossige Palas mit einem Anbau und einem hohen Satteldach sowie einem Treppenturm. Die Fassade war mit rechteckigen Fenstern ausgestattet, wie es bei Anlagen des 16. Jahrhunderts üblich war. Strategisch war die Burg wohl zur Sicherheit des eigenen Territoriums und zur Unterstützung der Kontrolle des Fernhandelsweges Nürnberg-Schleiz-Leipzig-Berlin, der etwas westlich am Ort vorbeiführte, vorgesehen.